# Eugène Tassilly
Eugène Tassilly est un chimiste et pharmacien français né le 5 décembre 1867 à Paris 2e et mort à Paris 5e le 12 novembre 1940,,. Il était professeur agrégé à la Faculté de pharmacie de Paris, chef de laboratoire et chargé de conférence à l'École municipale de physique et de chimie industrielles de la ville de Paris, et directeur des cours sur l'emploi militaire des gaz.

## Biographie
Né à Paris de parents artisans couteliers, Eugène Tassilly sort ingénieur diplômé de l’École municipale de physique et de chimie industrielles de la Ville de Paris en 1887, cinq ans après la création de l'école.
Il devient le préparateur de Joseph Riban à la Faculté des sciences de Paris, puis par la suite, après avoir obtenu une licence en sciences physiques, est nommé préparateur de la chaire de chimie organique du Collège de France et travaille avec Marcellin Berthelot de 1890 à 1895. Il suit par la suite des études de pharmacie. De 1895 à 1897, il est boursier d'études chez Louis Joseph Troost.
Après une thèse de doctorat en sciences physiques soutenue en juin 1898, il devient chef de travaux pratiques de chimie organique à l'École de physique et chimie puis en 1899, chargé de conférences dans cette même école, poste qu'il occupera pendant trente ans. En 1903, il devient chef de travaux pratiques de physique à l'École supérieure de pharmacie de Paris, puis obtient l'agrégation de physique en 1904.
Après avoir été affecté au service chimique pendant la guerre, il obtient la croix de guerre et devient chevalier de la légion d'honneur en 1918, à la fin de la guerre. En 1925, il est chargé du cours de physique en remplacement de Daniel Berthelot, puis nommé professeur de la chaire de physique au décès de ce dernier en 1927. Il prend sa retraite le 31 octobre 1937 et meurt à Paris le 12 novembre 1940.

## Recherches scientifiques
Ses recherches ont été consacrées à des problèmes de chimie physique appliquée à la chimie. Il étudia notamment le dosage de la caféine, puis s'initia aux méthodes thermochimiques dans le laboratoire de Berthelot et les appliqua aux combinaisons halogénées basiques ou ammoniacales de divers métaux, objet de sa thèse de doctorat.
Il obtint des produits parfaitement cristallisés et put déterminer leurs constantes thermiques. Il s'occupa ensuite du problème du nickelage de l'aluminium et des applications du spectrophotomètre au dosage du fer et à celui du cuivre dans les conserves alimentaires ainsi qu'à l'étude des facteurs de la diazotation.
Il s'intéressa également à l'analyse de la cire du Japon, de la résine dite de Bornéo et de l'essence de Ylang-ylang de la Réunion. En chimie organique, il effectua des travaux sur la saponification de certains esters difficilement saponifiables.

## Distinctions
- Lauréat de l'École supérieure de pharmacie.
- Lauréat de l'Académie des sciences.
- Prix Laroze (1897).
- Prix Cahours (1897)
- Prix Montyon des Arts insalubres.
- Officier de l'Instruction publique (1905).
- Officier de l'Étoile de Roumanie (1908).
- Officier du Nicham-Iftikhar de Tunisie (1908).
- Officier du Mérite agricole (1912).
- Croix de guerre avec étoile de bronze (1916).
- Chevalier de la Légion d'honneur (1918).
- Médaille Berthelot (1923).
- Officier de la Légion d'honneur (septembre 1932).

## Publications
- Sur le dosage de la caféine, 56 pages, Paris, Société d'éditions scientifiques, 1897.
- Les poisons organiques, 36 pages, Paris, H. Gauthier, Bibliothèque scientifique des écoles et des familles, 1897.
- Les poisons minéraux, 36 pages, Paris, H. Gauthier, Bibliothèque scientifique des écoles et des familles.
- Étude de quelques combinaisons halogénées basiques ou ammoniacales des métaux, thèse de doctorat en sciences physiques, 91 pages, Paris, Gauthier-Villars et fils, 1898.
- Chimie, analyse, enseignement secondaire, manuel à l'usage des classes d'enseignement secondaire classique et moderne, 196 pages, Paris, Delagrave, 1898.
- L'atmosphère terrestre, 111 pages, Société d'éditions scientifiques, 1899.
- Étude des propriétés physiques des alliages métalliques, 201 pages, Paris, Joanin , 1904.
- Caoutchouc et gutta-percha, 395 pages, Paris, O. Doin, 1911.
- Les gaz de combat, protection et agression, 42 pages, Paris, Association des officiers de complément de l'École d'instruction d'infanterie de l'École militaire, 1921.